# Międzynarodowa Klasyfikacja Chorób ICD-10

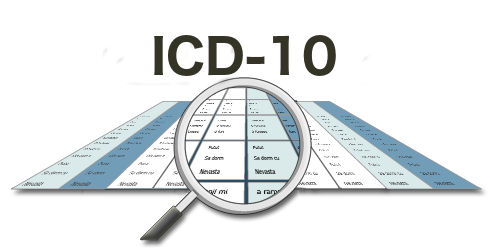
ICD-10

Międzynarodowa Statystyczna Klasyfikacja Chorób i Problemów Zdrowotnych ICD-10 (ang. International Statistical Classification of Diseases and Related Health Problems) – dziesiąta wersja Międzynarodowej Klasyfikacji Chorób i Problemów Zdrowotnych, czyli medycznej klasyfikacji sporządzonej przez Światową Organizację Zdrowia (WHO). Prace nad ICD-10 rozpoczęły się w 1983 r., po czym zostały zatwierdzone przez czterdzieste trzecie Zgromadzenie Światowej Organizacji Zdrowia w 1990 r. Obecnie jest używany w ponad 100 krajach na całym świecie.
ICD-10 pozostała aktualna do 1 stycznia 2022 roku, kiedy to została zastąpiona przez ICD-11. Wersja ICD-11 została opublikowana 18 czerwca 2018 r. w celu przygotowania państw członkowskich WHO do jej wdrożenia. Po zatwierdzeniu nowej klasyfikacji państwa członkowskie mogą zacząć składać sprawozdania przy użyciu ICD-11, od 1 stycznia 2022 r.

## Podział chorób
| Litera | Znaczenie |
| ------ | --- |
| A      | Niektóre choroby zakaźne i pasożytnicze                                                                                |
| B      | Niektóre choroby zakaźne i pasożytnicze                                                                                |
| C      | Nowotwory |
| D      | Choroby krwi i narządów krwiotwórczych oraz niektóre choroby przebiegające z udziałem mechanizmów autoimmunologicznych |
| E      | Zaburzenia wydzielania wewnętrznego, stanu odżywienia i przemiany metabolicznej                                        |
| F      | Zaburzenia psychiczne i zaburzenia zachowania                                                                          |
| G      | Choroby układu nerwowego                                                                                               |
| H      | Choroby oka i przydatków oka, ucha i wyrostka sutkowatego                                                              |
| I      | Choroby układu krążenia                                                                                                |
| J      | Choroby układu oddechowego                                                                                             |
| K      | Choroby układu trawiennego                                                                                             |
| L      | Choroby skóry i tkanki podskórnej                                                                                      |
| M      | Choroby układu kostno-mięśniowego i tkanki łącznej                                                                     |
| N      | Choroby układu moczowo-płciowego                                                                                       |
| O      | Ciąża, poród i połóg                                                                                                   |
| P      | Niektóre stany rozpoczynające się w okresie okołoporodowym                                                             |
| Q      | Wady rozwojowe wrodzone, zniekształcenia i aberracje chromosomowe                                                      |
| R      | Objawy, cechy chorobowe oraz nieprawidłowe wyniki badań klinicznych gdzie indziej niesklasyfikowane                    |
| S      | Urazy, zatrucia i inne określone skutki działania czynników zewnętrznych                                               |
| T      | Urazy, zatrucia i inne określone skutki działania czynników zewnętrznych                                               |
| V      | Zewnętrzne przyczyny zachorowania i zgonu                                                                              |
| W      | Zewnętrzne przyczyny zachorowania i zgonu                                                                              |
| X      | Zewnętrzne przyczyny zachorowania i zgonu                                                                              |
| Y      | Zewnętrzne przyczyny zachorowania i zgonu                                                                              |
| Z      | Czynniki wpływające na stan zdrowia i kontakt ze służbą zdrowia                                                        |
| U      | Kody specjalne |

### Przykłady
Każda jednostka nozologiczna posiada oznaczenie alfanumeryczne w postaci: LCC.X gdzie C to cyfra, L – litera, X jej podtyp. X przybiera wartości od 0 do 7, cyfra 8 oznacza „inne”, a 9 BNO (bliżej nieokreślone).
- I40.0 – kardiomiopatia rozstrzeniowa
- L70 – trądzik
- N20.0 – kamica nerki
- A20.2 – dżuma płucna
- X87.3 – przestępstwo z użyciem pestycydów (miejsce uprawiania sportu i gimnastyki)
- H05.8 – inne zaburzenia oczodołu
- H80.2 – otoskleroza
- P10.9 – nieokreślone rozerwanie struktury śródczaszkowej i krwotok spowodowany urazem porodowym

## Adaptacje krajowe
Blisko 27 krajów wykorzystuje ICD-10 na potrzeby refundacji i alokacji zasobów w swoich systemach opieki zdrowotnej, a niektóre z nich wprowadziły zmiany w ICD, aby lepiej dostosować ją do swoich potrzeb. Niezmieniona międzynarodowa wersja ICD-10 jest wykorzystywana w 117 krajach do sporządzania sprawozdań i statystyk dotyczących przyczyn zgonów.

### Australia
Wprowadzona w 1998 r., ICD-10 Modyfikacja Australijska (ICD-10-AM) została opracowana przez National Centre for Classification in Health na Uniwersytecie w Sydney. Obecnie jest ona aktualizowana przez Australian Consortium for Classification Development.
ICD-10-AM została również przyjęta przez Nową Zelandię, Irlandię, Arabię Saudyjską i kilka innych krajów.

### Czechy
Republika Czeska przyjęła ICD-10 w 1994 r., rok po jej oficjalnym opublikowaniu przez WHO. Poprawki do wydania międzynarodowego są stale wprowadzane. Oficjalne czeskie tłumaczenie ICD-10 2016 10th Revision zostało opublikowane w 2018 roku.

### Niemcy
Niemiecki ICD-10 (ICD-10-GM) jest oparty na ICD-10-AM. ICD-10-GM została opracowana w latach 2003–2004 przez German Institute for Medical Documentation and Information.

### Polska
W Polsce ICD-10 obowiązuje od roku 1996. Polskiego tłumaczenia dokonało Centrum Systemów Informacyjnych Ochrony Zdrowia zgodnie z umową TR/10/017-019 ze Światową Organizacją Zdrowia o udzielenie praw do tłumaczenia i publikacji.

### Rosja
Ministerstwo Ochrony Zdrowia Federacji Rosyjskiej zarządziło w 1997 roku przerzucenie wszystkich organizacji zdrowotnych na ICD-10.